# A.F. Olsen
Adolf Frederik Olsen (9. februar 1868 i Kongens Lyngby – 15. november 1960) var en dansk direktør, vicekonsul og radikal folkevalgt borgmester for Aalborg Købstadskommune i fire år fra 1921 til 1925.
Han var søn af partikulier Jeppe Olsen (død 1909) og hustru Bengta f. Cavling (død 1922), lærte teglværksfaget på Hakkemose Teglværk og i Tyskland, var forvalter på Gammel Antvorskov Teglværk 1887-88, på Birkerød Teglværk 1889, på Folkestorp Tegelbruk i Ystad 1890-92, forpagter af Haraldsby Teglværk på Åland 1892-97, bestyrer af Hedehus-Teglværket 1897-1903 og direktør for De forenede nordjyske Teglværker 1903-1938.
A.F. Olsen var medlem af Aalborg Byråd 1913-1937 og folkevalgt borgmester i Aalborg 1921-25 og svensk vicekonsul i denne by 1927-1939. Selvom de Radikale kun vandt et mandat ved byrådsvalget i 1921 lykkedes det at erobre borgmesterposten, da de to andre partier delte resten imellem sig. Både Socialdemokraterne og de Konservative vandt 11 mandater.
Han efterfulgte P. Hansen i 1921 og efterfulgtes i 1925 af socialdemokraten Marinus Jørgensen.
Olsen var desuden formand for Teglværksforeningen for Jylland 1916-50, derefter foreningens æresmedlem, formand for repræsentantskabet for Nordjysk Bank til 1953, formand for den lokale sammenslutning af arbejdsgivere i Aalborg, Nørresundby og omegn til 1949, medlem af bestyrelsen for Kalk- og Teglværksforeningen af 1893 og for A/S Volstrup Teglværk, medlem af hovedbestyrelsen i Dansk Arbejdsgiverforening 1920-45 og i Arbejdsgivernes Ulykkesforsikring 1927-50, æresmedlem af hovedbestyrelsen for Det radikale Venstre og medlem af bestyrelsen for A/S Dagbladet Politiken 1933-55.
Han blev gift 2. april 1894 med Ida Wilhelmine Grüttner (1. juni 1867 – 1922), datter af købmand W. Grüttner i Sæby (død 1872) og hustru f. Bech (død 1872).